# Костянтин Лисько
Костянтин Лисько (1900, Ракобовти, Кам'янко-Струмилівський повіт, Галичина — 1973, Нью-Йорк, США) — кооператор, диригент хорів, громадський діяч. Брат Зіновія Лиська.

## Життєпис
Одержав вищу правову освіту у Ягеллонському університеті, Краків, Польща.
Працював інспектором Ревізійного Союзу українських кооперативів.
Диригент ряду хорів на Сокальщині.
1939 року ув'язнений в Березі Картузькій.
Під час другої світової війни активний в кооперативному русі на Грубешівщині.
З 1950 року в еміграції у США. Співзасновник хору «Думка» у Нью-Йорку.
Після смерті брата Зиновія Лиська займався подальшим оформленням і виданням його праці «Українські народні мелодії».